# Stemmiulus unicus
Stemmiulus unicus är en mångfotingart som beskrevs av Loomis 1971. Stemmiulus unicus ingår i släktet Stemmiulus och familjen Stemmiulidae. Inga underarter finns listade i Catalogue of Life.